# Helena Meklenbursko-Střelická
Helena Meklenbursko-Střelická (Helena Marie Alexandra Alžběta Augusta Kateřina; 16. ledna 1857, Petrohrad – 28. srpna 1936, Remplin) byla dcerou vévody Jiřího Augusta Meklenbursko-Střelického a jeho manželky, velkokněžny Kateřiny Michajlovny Ruské. Také byla druhou manželkou prince Alberta Sasko-Altenburského.

## Sňatek
Jako jediná dcera velkokněžny Kateřiny (která byla sama hlavní dědičkou svého otce velkoknížete Michaila) byla Helena značně bohatá. Náležela k ruské větvi Meklenbursko-střelické rodiny a jako taková měla vazby s matčinou rodnou zemí.
Battenberská princezna dychtila po Helenině sňatku s jejím synem Alexandrem, vládnoucím bulharským knížetem, pro Helenu byl však nezajímavý. 13. prosince 1891 se jako čtyřiadvacetiletá v Remplinu provdala za o čtrnáct let staršího vdovce Alberta Sasko-Altenburského. Byl to jediný syn prince Eduarda Sasko-Altenburského a jeho druhé manželky Luisy Karolíny z Reuss-Greiz. Albertovou první manželkou byla princezna Marie Pruská, která zemřela v roce 1888. Sňatkem se Helena stala nevlastní matkou dvou Albertových dcer Olgy a Marie. Její vlastní manželství s Albertem bylo bezdětné.

## Pozdější roky
Po svatbě strávili Helena s Albertem půl roku v Rusku. V roce 1896 Albert a několik dalších významných sociálních vůdců opustili Berlín v důsledku rozdílů, které měli s císařem Vilémem II. Albert s rodinou odešel na své statky ve Schwerinu. Zdroje uvádějí, že Vilémovy "svévolné způsoby" se staly Albertovi a ostatním, kteří byli zvyklí na společenské zdvořilosti Viléma I., příliš nesnesitelnými.
Albert zemřel po necelých jedenácti letech manželství 22. května 1902. Helena zůstala v Rusku, kde zůstala do úspěchu bolševiků v ruské občanské válce, což ji donutilo s rodinou v roce 1919 uprchnout. V letech 1919 až 1923 žila v dánské Kodani a v letech 1923 až 1925 v dánském městě Hellerup. Nakonec se se svým synovcem vévodou Jiřím Meklenburským a jeho rodinou usadila na zámku Remplin v Meklenbursku. V roce 1930 se k nim připojil její bratr Karel Michal Meklenburský. V Remplinu Helena 28. srpna 1936 v 79 letech zemřela.

## Tituly a oslovení
- 16. ledna 1857 – 13. prosince 1891: Její Výsost vévodkyně Helena Meklenbursko-Střelická
- 13. prosince 1891 – 28. srpna 1936: Její Výsost princezna sasko-altenburská, vévodkyně saská

## Vývod z předků
|                               |                                    |  |                 |                                                            |  |  |  |  |  |  |  | Karel Ludvík Fridrich Meklenbursko-Střelický |
|                               |                                    |  |                 |                                                            |  |  |  |  |  |  |  |                                              |
|                               | Karel II. Meklenbursko-Střelický   |  |                 |                                                            |  |  |  |  |  |  |  |                                              |
|                               |                                    |  |                 |                                                            |  |  |  |  |  |  |  |                                              |
|                               |                                    |  |                 | Alžběta Sasko-Hildburghausenská                            |  |  |  |  |  |  |  |                                              |
|                               |                                    |  |                 |                                                            |  |  |  |  |  |  |  |                                              |
|                               | Jiří Meklenbursko-Střelický        |  |                 |                                                            |  |  |  |  |  |  |  |                                              |
|                               |                                    |  |                 |                                                            |  |  |  |  |  |  |  |                                              |
|                               |                                    |  |                 | Jiří Vilém Hesensko-Darmstadtský                           |  |  |  |  |  |  |  |                                              |
|                               |                                    |  |                 |                                                            |  |  |  |  |  |  |  |                                              |
|                               | Frederika Hesensko-Darmstadtská    |  |                 |                                                            |  |  |  |  |  |  |  |                                              |
|                               |                                    |  |                 |                                                            |  |  |  |  |  |  |  |                                              |
|                               |                                    |  |                 | Marie Luisa Albertina Leiningensko-Falkenbursko-Dagsburská |  |  |  |  |  |  |  |                                              |
|                               |                                    |  |                 |                                                            |  |  |  |  |  |  |  |                                              |
|                               | Jiří August Meklenbursko-Střelický |  |                 |                                                            |  |  |  |  |  |  |  |                                              |
|                               |                                    |  |                 |                                                            |  |  |  |  |  |  |  |                                              |
|                               |                                    |  |                 | Fridrich II. Hesensko-Kasselský                            |  |  |  |  |  |  |  |                                              |
|                               |                                    |  |                 |                                                            |  |  |  |  |  |  |  |                                              |
|                               | Fridrich Hesensko-Kasselský        |  |                 |                                                            |  |  |  |  |  |  |  |                                              |
|                               |                                    |  |                 |                                                            |  |  |  |  |  |  |  |                                              |
|                               |                                    |  |                 | Marie Hannoverská                                          |  |  |  |  |  |  |  |                                              |
|                               |                                    |  |                 |                                                            |  |  |  |  |  |  |  |                                              |
|                               | Marie Hesensko-Kasselská           |  |                 |                                                            |  |  |  |  |  |  |  |                                              |
|                               |                                    |  |                 |                                                            |  |  |  |  |  |  |  |                                              |
|                               |                                    |  |                 | Karel Vilém Nasavsko-Usingenský                            |  |  |  |  |  |  |  |                                              |
|                               |                                    |  |                 |                                                            |  |  |  |  |  |  |  |                                              |
|                               | Karolina Nasavsko-Usingenská       |  |                 |                                                            |  |  |  |  |  |  |  |                                              |
|                               |                                    |  |                 |                                                            |  |  |  |  |  |  |  |                                              |
|                               |                                    |  |                 | Karolina Felizitas Leiningensko-Dagsburská                 |  |  |  |  |  |  |  |                                              |
|                               |                                    |  |                 |                                                            |  |  |  |  |  |  |  |                                              |
| Helena Meklenbursko-Střelická |                                    |  |                 |                                                            |  |  |  |  |  |  |  |                                              |
|                               |                                    |  |                 |                                                            |  |  |  |  |  |  |  |                                              |
|                               |                                    |  | Petr III. Ruský |                                                            |  |  |  |  |  |  |  |                                              |
|                               |                                    |  |                 |                                                            |  |  |  |  |  |  |  |                                              |
|                               | Pavel I. Ruský                     |  |                 |                                                            |  |  |  |  |  |  |  |                                              |
|                               |                                    |  |                 |                                                            |  |  |  |  |  |  |  |                                              |
|                               |                                    |  |                 | Kateřina II. Veliká                                        |  |  |  |  |  |  |  |                                              |
|                               |                                    |  |                 |                                                            |  |  |  |  |  |  |  |                                              |
|                               | Michail Pavlovič Ruský             |  |                 |                                                            |  |  |  |  |  |  |  |                                              |
|                               |                                    |  |                 |                                                            |  |  |  |  |  |  |  |                                              |
|                               |                                    |  |                 | Fridrich II. Evžen Württemberský                           |  |  |  |  |  |  |  |                                              |
|                               |                                    |  |                 |                                                            |  |  |  |  |  |  |  |                                              |
|                               | Žofie Dorota Württemberská         |  |                 |                                                            |  |  |  |  |  |  |  |                                              |
|                               |                                    |  |                 |                                                            |  |  |  |  |  |  |  |                                              |
|                               |                                    |  |                 | Bedřiška Braniborsko-Schwedtská                            |  |  |  |  |  |  |  |                                              |
|                               |                                    |  |                 |                                                            |  |  |  |  |  |  |  |                                              |
|                               | Kateřina Michajlovna Ruská         |  |                 |                                                            |  |  |  |  |  |  |  |                                              |
|                               |                                    |  |                 |                                                            |  |  |  |  |  |  |  |                                              |
|                               |                                    |  |                 | Fridrich I. Württemberský                                  |  |  |  |  |  |  |  |                                              |
|                               |                                    |  |                 |                                                            |  |  |  |  |  |  |  |                                              |
|                               | Pavel Württemberský                |  |                 |                                                            |  |  |  |  |  |  |  |                                              |
|                               |                                    |  |                 |                                                            |  |  |  |  |  |  |  |                                              |
|                               |                                    |  |                 | Augusta Brunšvicko-Wolfenbüttelská                         |  |  |  |  |  |  |  |                                              |
|                               |                                    |  |                 |                                                            |  |  |  |  |  |  |  |                                              |
|                               | Šarlota Württemberská              |  |                 |                                                            |  |  |  |  |  |  |  |                                              |
|                               |                                    |  |                 |                                                            |  |  |  |  |  |  |  |                                              |
|                               |                                    |  |                 | Fridrich Sasko-Altenburský                                 |  |  |  |  |  |  |  |                                              |
|                               |                                    |  |                 |                                                            |  |  |  |  |  |  |  |                                              |
|                               | Šarlota Sasko-Hildburghausenská    |  |                 |                                                            |  |  |  |  |  |  |  |                                              |
|                               |                                    |  |                 |                                                            |  |  |  |  |  |  |  |                                              |
|                               |                                    |  |                 | Šarlota Georgina Meklenbursko-Střelická                    |  |  |  |  |  |  |  |                                              |
|                               |                                    |  |                 |                                                            |  |  |  |  |  |  |  |                                              |